# Aldehorno
Aldehorno est une commune de la province de Ségovie dans la communauté autonome de Castille-et-León en Espagne. Elle fait partie de l’AOC Ribera del Duero.